# South Lake Tahoe
South Lake Tahoe es la mayor ciudad del condado de El Dorado, en el estado estadounidense de California. Según el censo de 2000 tenía una población de 23.609 habitantes y una densidad poblacional de 552.9 personas por km².

## Geografía
South Lake Tahoe se encuentra ubicada en las coordenadas 38°56′0″N 119°59′4″O / 38.93333, -119.98444. Según la Oficina del Censo, la ciudad tiene un área total de 42,7 km² (16.5 sq mi), de la cual 26,1 km² (10.1 sq mi) es tierra y 16,7 km² (6.4 sq mi) (39,03%) es agua.

## Demografía
Los ingresos medios por hogar en la localidad eran de $34.707 y los ingresos medios por familia eran $40.572. Los hombres tenían unos ingresos medios de $26.352 frente a los $22.280 para las mujeres. La renta per cápita para la localidad era de $18.452. Alrededor del 9.1% de las familias y del 12.5% de la población estaban por debajo del umbral de pobreza.